# 拉帕斯托拉 (巴拉圭)
25°15′S 56°32′W / 25.250°S 56.533°W

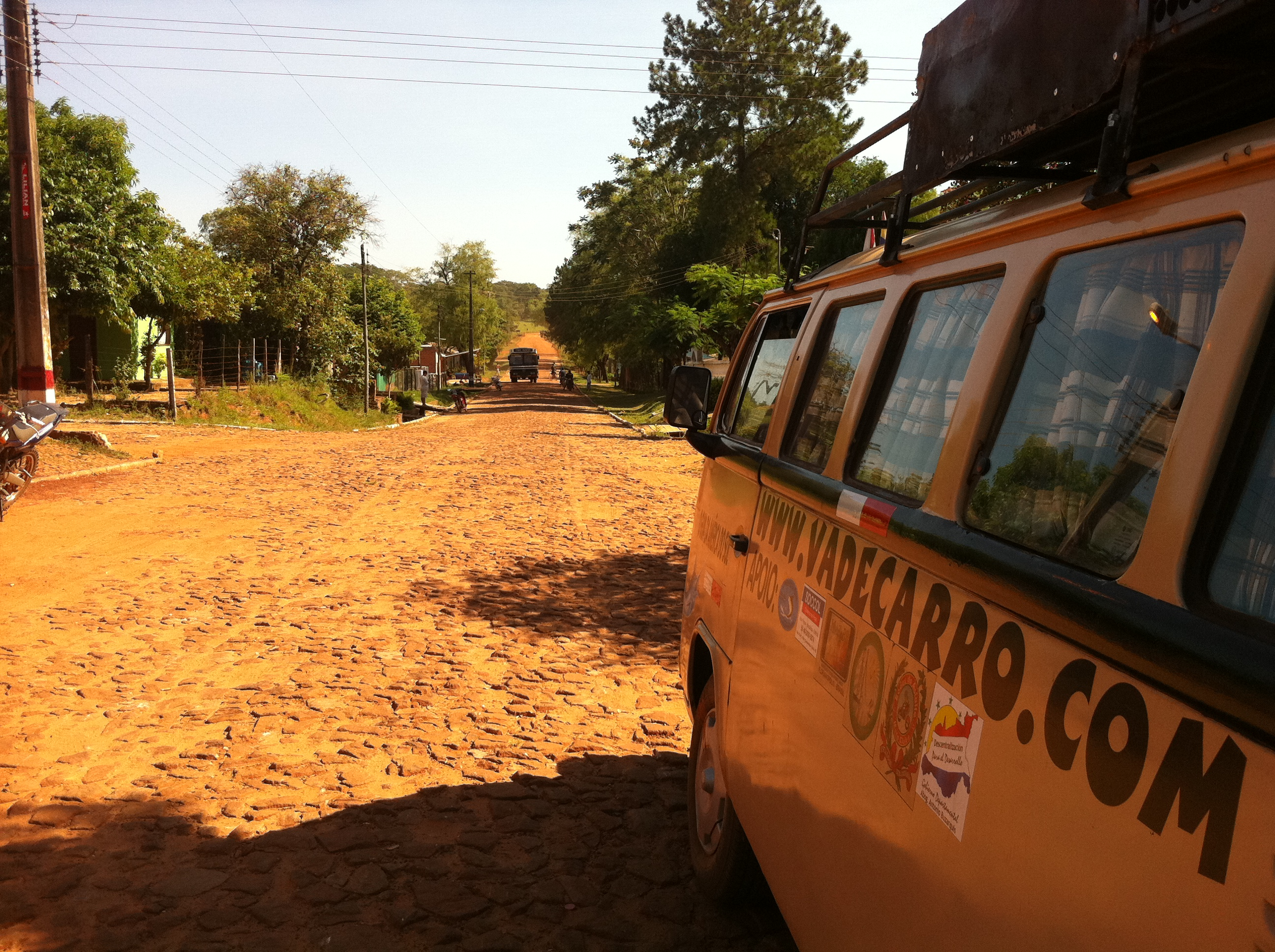

拉帕斯托拉（西班牙語：La Pastora），是巴拉圭的城鎮，位於該國東部，由卡瓜蘇省負責管轄，距離亞松森160公里，面積216平方公里，2002年人口4,440，人口密度每平方公里20.56人。